# Veľké Hoste
Veľké Hoste este o comună slovacă, aflată în districtul Bánovce nad Bebravou din regiunea Trenčín. Localitatea se află la altitudinea de 230 m deasupra n.m., se întinde pe o suprafață de 8,26 km2 și în 2017 număra 577 de locuitori.

## Istoric
Localitatea Veľké Hoste este atestată documentar din 1329.

## Demografie
| An:                | 1994 | 2004   | 2014   | 2024    |
| ------------------ | ---- | ------ | ------ | ------- |
| Număr de persoane: | 559  | 552    | 586    | 520     |
| Diferență:         |      | −1,25% | +6,15% | −11,26% |

| An:                | 2023 | 2024   |
| ------------------ | ---- | ------ |
| Număr de persoane: | 539  | 520    |
| Diferență:         |      | −3,52% |